# Mythology Tour
Mythology Tour é a primeira turnê solo de Barry Gibb. Visa a promover o álbum Mythology, uma caixa com quatro CDs que traz canções selecionadas que destacam cada um dos irmãos Gibb (incluindo Andy Gibb, que nunca foi um dos Bee Gees). Além disto, o setlist inclui também algumas canções da era australiana dos Bee Gees. A turnê foi anunciada por Barry em 23 de setembro de 2012.

## Histórico
Inicialmente, estavam previstos apenas os concertos dos dias 8, 12 e 16 de fevereiro de 2013. Porém, posteriormente foram anunciados mais um show em Brisbane no dia 21 e outro em Sydney no dia 27. Além desses, Gibb também participou do concerto de Mission Estate, em Napier, na Nova Zelândia, onde Barry cantou com Carole King e a Orquestra Internacional de Ukulele de Wellington. Apesar de esse show não ser oficialmente da turnê, é aqui incluído por contar com os mesmos músicos e setlist.
Em 22 de abril de 2013, Gibb anunciou uma etapa britânica de sua turnê, com três shows: em Birmingham, Manchester e Londres. No dia seguinte, anunciou também um show em Dublin, na Irlanda em 25 de setembro de 2013. Em janeiro de 2014, foi anunciada a parte norte-americana da turnê, com seis concertos, encerrando-se no grandioso Hollywood Bowl em Los Angeles.
Até o momento, a turnê já foi vista por mais de duzentas mil pessoas.[carece de fontes?]

## O show
Participam do show o filho de Barry, o guitarrista e vocalista Stephen Gibb, a filha de Maurice Gibb, Samantha, e Beth Cohen.
Antes do início do concerto, é exibido um vídeo com a música "Technicolor Dreams". A partir da perna europeia, no fim do show, a banda executa "Massachusetts".
Em 21 de setembro de 2013, no show em Birmingham, Gibb tocou "Ordinary Lives" antes do bis.

## Setlist
| Concertos na Oceania |
| --- |
| 1. "Jive Talkin'" 2. "Lonely Days" 3. "You Should Be Dancing" 4. "First of May" 5. "To Love Somebody" 6. "How Can You Mend a Broken Heart" 7. "Fever" [cover de Peggy Lee] / "Stayin' Alive" 8. "How Deep Is Your Love" 9. "On Time" (cantada por Stephen Gibb) 10. "The Long and Winding Road" [cover de Paul McCartney] 11. "I've Gotta Get a Message to You" (dueto com Stephen Gibb) 12. "Kilburn Towers" 13. "Playdown" 14. "Spicks and Specks" 15. "With the Sun in My Eyes" 16. "Morning of My Life (In the Morning)" 17. "Every Christian Lion-Hearted Man Will Show You" 18. "I Started a Joke" (com imagens de Robin Gibb cantando) 19. "Islands in the Stream" 20. "Guilty" (dueto com Samantha Gibb) 21. "Words" 22. "If I Can't Have You" (cantada por Samantha Gibb) 23. "Night Fever" / "More Than a Woman" 24. "Ordinary Lives" 25. "Immortality" 26. "Massachusetts" Bis 1. "Stayin' Alive" |

| Concertos no Reino Unido |
| --- |
| 1. "Jive Talkin'" 2. "Lonely Days" 3. "You Should Be Dancing" 4. "First of May" 5. "To Love Somebody" 6. "How Can You Mend a Broken Heart?" (dueto com Samantha Gibb) 7. "How Deep Is Your Love?" 8. "On Time" (cantada por Stephen Gibb) 9. "I've Gotta Get a Message to You" 10. "Morning of My Life (In the Morning)" 11. "New York Mining Disaster 1941" 12. "Run to Me" 13. "With the Sun in My Eyes" 14. "Every Christian Lion Hearted Man Will Show You" (dueto com Stephen Gibb) 15. "I Started a Joke" (com imagens de Robin Gibb cantando) 16. "Spicks and Specks" 17. "Chain Reaction" (cantada por Samantha Gibb) 18. "Islands in the Stream" 19. "Guilty" 20. "Woman in Love" (cantada por Beth Cohen) 21. "Too Much Heaven" 22. "Fight the Good Fight" [cover de Eric Clapton] (cantada por Stephen Gibb) 23. "Stayin' Alive" 24. "If I Can't Have You" (cantada por Samantha Gibb) 25. "Night Fever" / "More Than a Woman" 26. "Immortality" Bis 1. "Ordinary Lives" 2. "Words" |

| Concertos nos Estados Unidos |
| --- |
| 1. "Jive Talkin'" 2. "You Should Be Dancing" 3. "Lonely Days" 4. "Our Love (Don't Throw It All Away)" 5. "To Love Somebody" 6. "How Can You Mend a Broken Heart?" (dueto com Samantha Gibb) 7. "Stayin' Alive" 8. "How Deep Is Your Love?" 9. "On Time" (cantada por Stephen Gibb) 10. "I've Gotta Get a Message to You" 11. "Morning of My Life (In the Morning)" 12. "New York Mining Disaster 1941" 13. "Run to Me" 14. "I'm on Fire" [cover de Bruce Springsteen] 15. "Spirits (Having Flown)" 16. "You Win Again" 17. "With the Sun in My Eyes" 18. "I Started a Joke" (com imagens de Robin Gibb cantando) 19. "Spicks and Specks" 20. "Chain Reaction" (cantada por Samantha Gibb) 21. "One" 22. "Islands in the Stream" (dueto com Beth Cohen) 23. "Guilty" 24. "Woman in Love" (cantada por Beth Cohen) 25. "Too Much Heaven" 26. "Nights on Broadway" 27. "Night Fever" / "More Than a Woman" 28. "Grease" 29. "Immortality" 30. "Massachusetts" Bis 1. "Ordinary Lives" 2. "Words" 3. "Tragedy" |

## Datas
| Data                       | Cidade                 | País           | Local                         |       |
| -------------------------- | ---------------------- | -------------- | ----------------------------- | ----- |
| 1ª Parte: Oceania          |                        |                |                               |       |
| 8 de fevereiro de 2013     | Sydney, NSW            | Austrália      | Sydney Entertainment Centre   | [ 1 ] |
| 12 de fevereiro de 2013    | Melbourne, VIC         | Austrália      | Rod Laver Arena               | [ 1 ] |
| 16 de fevereiro de 2013    | Brisbane, QLD          | Austrália      | Brisbane Entertainment Centre | [ 1 ] |
| 19 de fevereiro de 2013    | Brisbane, QLD          | Austrália      | Brisbane Entertainment Centre | [ 1 ] |
| 23 de fevereiro de 2013    | Napier, Hawke's Bay    | Nova Zelândia  | Mission Estate Winery         | [ 1 ] |
| 27 de fevereiro de 2013    | Sydney, NSW            | Austrália      | Sydney Entertainment Centre   | [ 1 ] |
| 2ª Parte: Europa           |                        |                |                               |       |
| 21 de setembro de 2013     | Birmingham, Inglaterra | Reino Unido    | Birmingham LG Arena           | [ 2 ] |
| 25 de setembro de 2013     | Dublin                 | Irlanda        | The O2 Dublin                 | [ 5 ] |
| 29 de setembro de 2013     | Manchester, Inglaterra | Reino Unido    | Manchester Arena              | [ 2 ] |
| 3 de outubro de 2013       | Londres, Inglaterra    | Reino Unido    | The O2 Arena                  | [ 2 ] |
| 3ª Parte: América do Norte |                        |                |                               |       |
| 15 de maio de 2014         | Boston, MA             | Estados Unidos | TD Garden                     | [ 6 ] |
| 19 de maio de 2014         | Filadélfia, PA         | Estados Unidos | Wells Fargo Center            | [ 6 ] |
| 23 de maio de 2014         | Wantagh, NY            | Estados Unidos | Nikon at Jones Beach Theater  | [ 6 ] |
| 27 de maio de 2014         | Chicago, IL            | Estados Unidos | United Center                 | [ 6 ] |
| 31 de maio de 2014         | Concord, CA            | Estados Unidos | Sleep Train Pavilion          | [ 6 ] |
| 4 de junho de 2014         | Los Angeles, CA        | Estados Unidos | Hollywood Bowl                | [ 6 ] |

## Ficha Técnica[carecede fontes?]
- Barry Gibb — vocais e guitarra
- Stephen Gibb — vocais e guitarra
- Samantha Gibb — vocais
- Doug Emery — teclados e direção musical
- Ben Stivers — teclados
- Tim Cansfield, Dan Warner — guitarras
- Julio Hernandez — baixo
- Lee Levin — bateria
- Richard Bravo — percussão
- Leesa Richards, Charlote McKinnon e Beth Cohen — vocais de apoio
- John Merchant — engenheiro de áudio
- John Orchad — designer
- Carlos Guzman e Robyn Jelleff — produção
- Alexandra Gibb — teleprompter
- Dick Ashby — assistente de som